# Sciophila cliftoni
Sciophila cliftoni är en tvåvingeart som beskrevs av Edwards 1925. Sciophila cliftoni ingår i släktet Sciophila och familjen svampmyggor. Inga underarter finns listade i Catalogue of Life.